# Callosa de Segura (kommunhuvudort)
Callosa de Segura är en kommunhuvudort i Spanien.   Den ligger i provinsen Provincia de Alicante och regionen Valencia, i den sydöstra delen av landet, 400 km sydost om huvudstaden Madrid. Callosa de Segura ligger 23 meter över havet och antalet invånare är 17 924.
Terrängen runt Callosa de Segura är platt österut, men västerut är den kuperad. Terrängen runt Callosa de Segura sluttar österut. Runt Callosa de Segura är det ganska tätbefolkat, med 207 invånare per kvadratkilometer. Närmaste större samhälle är Orihuela, 7,3 km sydväst om Callosa de Segura. Trakten runt Callosa de Segura består till största delen av jordbruksmark.